# クウェート海軍艦艇一覧
クウェート海軍艦艇一覧は、クウェート国海軍が過去保有した、または現在保有する、または将来保有する予定の、未完成・計画中止を含めた歴代艦艇一覧である。
凡例

## 現有勢力（2024年現在）
- 国防予算：91億7,000万ドル[1]
- 海軍人員：2,000名[1]
- 艦船隻数：25隻（排水量20t以上）[1]

ミサイル艇×10
高速艇×10
揚陸艇×3
エアクッション揚陸艇×1
支援艇×1
- コースト・ガード：船艇29隻（他小舟艇多数）[1]

## 艦艇一覧（近代海軍）

### 哨戒艦艇

#### 高速戦闘艇
ミサイル艇
- ウム・アルマラディム級 - 8隻[2]